# Holophaea ruatana
Holophaea ruatana là một loài bướm đêm thuộc phân họ Arctiinae, họ Erebidae.